# Ouled M'Barek
Ouled M'Barek  (in arabo أولاد امبارك‎?) è un centro abitato e comune rurale del Marocco situato nella provincia di Béni Mellal, regione di Béni Mellal-Khénifra. Conta una popolazione di 19 774 abitanti (censimento 2014).